# Fluxion périodique
La fluxion périodique est une maladie équine inflammatoire qui touche les yeux du cheval et, dans les cas les plus graves, finit par le rendre aveugle. Il y a présence d'un abcès et perte plus ou moins complète de vision. 
En France, elle fait partie des vices rédhibitoires. Si sa présence est cachée à l'acheteur lors de la vente d'un équidé, la vente peut être annulée.